# Minacantalucio
Minacantalucio је студијски албум италијанске певачице Мине, објављен 1975. године за издавачке куће PDU. Албум је првобитно објављен заједно са другим албумом певачице, La Mina, као двоструки албум.
Текстове свих песама на албуму написао је Могол, а музику Лучо Батисти. Аранжирач и дириџер албума је Габријел Јаред.

## Списак пјесама
| №  | Назив                 | Трајање |  |
| 1. | I giardini di marzo   | 6:04    |  |
| 2. | Il nostro caro angelo | 4:08    |  |
| 3. | Dieci ragazzi         | 2:36    |  |
| 4. | Innocenti evasioni    | 3:24    |  |
| 5. | 7 e 40                | 3:35    |  |

| №  | Назив                     | Трајање |  |
| 1. | Emozioni                  | 4:35    |  |
| 2. | Fiori rosa fiori di pesco | 3:04    |  |
| 3. | 29 settembre              | 3:34    |  |
| 4. | L’aquila                  | 4:30    |  |
| 5. | Non è Francesca           | 3:34    |  |

## Позиције на листама
| Листа (1975)              | Највиша позиција |
| ------------------------- | ---------------- |
| Италија (Musica e dischi) | 3                |

| Листа (1976)              | Највиша позиција |
| ------------------------- | ---------------- |
| Италија (Musica e dischi) | 3                |